# 中共中央基本建设政治部
中共中央基本建设政治部，是1964年至1970年设立的中共中央直属机构。

## 历史
1960年代初，中国人民解放军涌现了一大批著名英雄模范人物与先进集体，如雷锋、王杰、“南京路上好八连”、广州部队“南海前哨钢八连”等等，中央领导人毛泽东、刘少奇、周恩来、朱德、林彪等纷纷为他们题词，全国范围内掀起了学习解放军的热潮。在此背景下，1964年初，毛泽东指示“全国学习人民解放军，从中央到地方自上而下建立政治部，加强政治思想工作。”国务院当时有近90个部委，按照归口管理原则设有一系列办公室，由分管副总理负责。中央决定在国务院的“各口”建立中央一级的政治部、国务院各部委建立部一级的政治部。其中国家基本建设委员会主任谷牧归口领导国家建委、建筑工程部、建筑材料工业部等。
设立中共中央基本建设政治部，领导为：
- 主任：
  - 谢有法（哈尔滨军事工程学院政委调任）
- 副主任
  - 李桂林（沈阳军区政治部副主任调任）

1966年3月10日，中央文件规定，新组建的中国人民解放军基本建设工程兵的政治工作，由中共中央基本建设政治部负责。
1970年，中央机构大精简合并，国务院从90个部委精简合并为27个，人员总数仅为原机关工作人员的18%，所有中央一级的政治部全部撤并。1970年6月22日，中共中央批准《关于国务院各部门设立党的核心小组和革命委员会的请示报告》，决定国家建委、建筑工程部、建筑材料工业部、中共中央基建政治部合并，成立国家基本建设委员会。